# 小绿和小蓝
小綠和小藍（英語：Beryl and Sapphire）是由笛子Ocarina於2015年創作的漫畫作品，於騰訊動漫連載，在2018年8月27日由繪夢動畫推出動畫版，現已完結。該漫畫為不定期更新，動畫為周一到周六每日更新。故事主要講述小綠和小藍兩人在日常生活中所發生的各式各樣的小故事。

## 登場角色
該漫畫中所有的角色均是以火柴人的形式呈現（除了劇場版和插圖才會以人形出現），作者的用意是可以讓讀者自行想像角色性別，但仍然有官方設定。
小綠
配音：星潮、徐徐（女版）
作品的兩位主角之一，預設性別是男性，形象為綠色的火柴人，人形為綠色頭髮的青年，有一撮如杯子把手般翹起的頭髮（另有女版設定，形象為綁著及腰馬尾的綠色火柴人，人形為綠色長髮的少女）。
小藍
配音：蘇尚卿、趙爽（女版）
作品的兩位主角之一，預設性別是男性，形象為藍色的火柴人，人形為藍色頭髮的青年，有一根呆毛（另有女版設定，形象為綁著雙馬尾的藍色火柴人，人形為綁著雙馬尾的藍色頭髮的少女）。
小亞麻
配音：趙爽
早期唯一的女性角色，形象為亞麻色的火柴人（原本沒有畫出頭髮，後期加上及肩馬尾），人形為淺棕色齊肩短髮的少女。
機器人小綠
配音：星潮
機器人篇的主要角色，由小藍購置的家政機器人經過修改程式而成，具有自我學習功能的人工智慧機器人，形象和小綠大致相同（但為了因應機器人的設定，將頭部改成電腦螢幕），人形也和小綠大致相同，但頭髮較短，且耳朵和虹膜為機器人的樣式。其管理員為小藍（小綠曾短暫擁有該權限），平時並沒有自我意識，一般只會聽從小藍的指令。
白槿
第二個出現的女性角色，也是第一個出現全名的角色，形象為下緣有粉紅色帶的長髮白色火柴人，人形為白色長髮的少女。
永樂
配音：楊天翔
形象為穿著實驗袍且帶著眼鏡的土黃色火柴人，人形為戴著眼鏡的棕色頭髮的青年。
灰羽
配音：谷江山
形象為瞇瞇眼的灰色火柴人，人形為深灰色頭髮的青年。
一維
配音：歪歪
形象為有兩條白色直條紋的紅色火柴人，人形為戴著眼鏡的深紅色頭髮的青年。
邊境
配音：郭浩然
機器人篇的第二個機器人，由一維擁有的安保機器人加上小藍已經放棄的程式再修改而成，具有透過以大數據分析並模擬人類行為的人工智慧機器人，形象為戴墨鏡的黑色機器人，人形為戴著墨鏡的灰色短髮青年。但一維並沒有管理員權限，小藍認為他是第一個具有自我意識的人工智慧機器人，願望是成為一名普通人。
極光
配音：歪歪
以作品早期偶爾出現的小黃為原型設計的新角色，形象為綁著短馬尾的亮黃色火柴人，人形為綁著短馬尾的金黃色頭髮的青年。養一隻金毛獵犬，取名為黃蓮。
啟明
形象為淺紫色的火柴人，人形為綁著及腰馬尾的深紫色頭髮的青年。說話的速度很快，經常不帶標點符號的把話說完。

## 動畫

### 製作人員
- 原作：笛子Ocarina
- 導演：王昕
- 音樂：輔樂文化
- 音樂監製：瀟娘
- 主要配音：星潮、蘇尚卿
- 提供：騰訊動漫、bilibili
- 出品人：鄒正宇
- 策劃：熊貓蓋飯
- 製片：張緣
- 監製：ASKASK、沉默的章魚
- 總監制：李筱婷
- 分鏡：王昕
- 混音：晶晶

### 主題曲
片頭曲
相遇論
作詞：大九_LN、螢失Hinano（RAP），作曲：李佳劼katsu，編曲：李佳劼katsu，演唱：佑可貓、李佳劼katsu
片尾曲
夏日未命名
作詞：濃縮排骨，作曲：侯九亨，編曲：侯九亨，演唱：小魂、蘇尚卿（第72集）
延長線（第30集）
作詞：濃縮排骨，作曲：HeartStrings，編曲：HeartStrings，演唱：佑可貓
插曲
延長線女聲版（第18、30集）
作詞：濃縮排骨，作曲：HeartStrings，編曲：HeartStrings，演唱：Sawako碎花
Gently Bloom（第22、48、57集）
作詞：瀟娘，作曲：HeartStrings，編曲：HeartStrings，演唱：上高地カツパ

### 各集列表
因受到網路審查的緣故，部份話數內容有被刪減後重新上傳或直接刪除。
| 話數   | 標題                          | 對應原作話數      | 首播日期      | 備註     |
| ------ | ----------------------------- | ----------------- | ------------- | -------- |
| 第1話  | 【日常篇】七夕/新聞           | 70話/180話        | 2018年8月27日 |          |
| 第2話  | 【魔王篇】為了正義            | 160話             | 2018年8月28日 |          |
| 第3話  | 【校園篇】暗戀和被暗戀/婉拒   | 8話/60話          | 2018年8月29日 | 已被刪除 |
| 第4話  | 【網路篇】網癮/註冊就送       | 68話/44話         | 2018年8月30日 |          |
| 第5話  | 【機器人篇】誕生（上）        | 94話第1/3段       | 2018年8月31日 |          |
| 第6話  | 【週末篇】背包俠              | 93話              | 2018年9月1日  |          |
| 第7話  | 【日常篇】畢業時的告白        | 42話              | 2018年9月3日  | 已被刪除 |
| 第8話  | 【魔王篇】魔王城（上）        | 164話第1/2段      | 2018年9月4日  |          |
| 第9話  | 【校園篇】分數等級制/忍很久了 | 29話/16話         | 2018年9月5日  | 已被刪除 |
| 第10話 | 【網路篇】死對頭（上）        | 18話第1/2段       | 2018年9月6日  |          |
| 第11話 | 【機器人篇】誕生（中）        | 94話第2/3段       | 2018年9月7日  |          |
| 第12話 | 【週末篇】馭風者（上）        | 173話第1/2段      | 2018年9月8日  |          |
| 第13話 | 【日常篇】順邊的翅膀          | 89話              | 2018年9月10日 | 已被刪除 |
| 第14話 | 【魔王篇】魔王城（下）        | 164話第2/2段      | 2018年9月11日 |          |
| 第15話 | 【校園篇】夢中的你            | 52話              | 2018年9月12日 |          |
| 第16話 | 【網路篇】死對頭（下）        | 18話第2/2段       | 2018年9月13日 |          |
| 第17話 | 【機器人篇】誕生（下）        | 94話第3/3段       | 2018年9月14日 |          |
| 第18話 | 【週末篇】馭風者（下）        | 173話第2/2段      | 2018年9月15日 |          |
| 第19話 | 【日常篇】一廂情願            | 72話              | 2018年9月17日 |          |
| 第20話 | 【魔王篇】萬聖節              | 175話             | 2018年9月18日 |          |
| 第21話 | 【校園篇】討厭的東西          | 15話              | 2018年9月19日 | 已被刪除 |
| 第22話 | 【網路篇】便利                | 177話             | 2018年9月20日 |          |
| 第23話 | 【機器人篇】可貴的情感        | 95話第2/2段、98話 | 2018年9月21日 |          |
| 第24話 | 【週末篇】回憶（上）          | 122話第1/2段      | 2018年9月22日 |          |

| 話數   | 標題                            | 對應原作話數        | 首播日期       | 備註 |
| ------ | ------------------------------- | ------------------- | -------------- | ---- |
| 第25話 | 【日常篇】夢中的世界            | 27話                | 2018年10月29日 |      |
| 第26話 | 【魔王篇】真實（上）            | 198話第1/3段        | 2018年10月30日 |      |
| 第27話 | 【校園篇】畫食物/實誠           | 28話/61話           | 2018年10月31日 |      |
| 第28話 | 【網路篇】遊戲人生（上）        | 157話第1/2段        | 2018年11月1日  |      |
| 第29話 | 【機器人篇】模仿                | 102話               | 2018年11月2日  |      |
| 第30話 | 【週末篇】回憶（下）            | 122話第2/2段        | 2018年11月3日  |      |
| 第31話 | 【日常篇】可怕的武器/電蚊拍     | 30話/11話           | 2018年11月5日  |      |
| 第32話 | 【魔王篇】真實（中）            | 198話第2/3段        | 2018年11月6日  |      |
| 第33話 | 【校園篇】上帝視角              | 58話                | 2018年11月7日  |      |
| 第34話 | 【網路篇】遊戲人生（下）        | 157話第2/2段        | 2018年11月8日  |      |
| 第35話 | 【機器人篇】學習                | 106話               | 2018年11月9日  |      |
| 第36話 | 【機器人篇】秘密                | 100話、112話第1/2段 | 2018年11月10日 |      |
| 第37話 | 【日常篇】跳樓/告白             | 12話/37話           | 2018年11月12日 |      |
| 第38話 | 【魔王篇】真實（下）            | 198話第3/3段        | 2018年11月13日 |      |
| 第39話 | 【校園篇】如果能追上我/含蓄的人 | 9話/4話             | 2018年11月14日 |      |
| 第40話 | 【網路篇】改變你一生的漫畫      | 77話                | 2018年11月15日 |      |
| 第41話 | 【機器人篇】共同語言            | 112話第2/2段        | 2018年11月16日 |      |
| 第42話 | 【機器人篇】如果我不在了        | 113話、125話第1/4段 | 2018年11月17日 |      |
| 第43話 | 【日常篇】切花                  | 137話               | 2018年11月19日 |      |
| 第44話 | 【魔王篇】參謀與侍衛（上）      | 207話第1/4段        | 2018年11月20日 |      |
| 第45話 | 【校園篇】死循環/誇獎           | 87話/36話           | 2018年11月21日 |      |
| 第46話 | 【網路篇】畫師的日常/屏幕背後   | 88話/56話           | 2018年11月22日 |      |
| 第47話 | 【機器人篇】共處一室（上）      | 125話第2/4段        | 2018年11月23日 |      |
| 第48話 | 【機器人篇】共處一室（下）      | 125話第3/4段        | 2018年11月24日 |      |

| 話數   | 標題                              | 對應原作話數    | 首播日期      | 備註 |
| ------ | --------------------------------- | --------------- | ------------- | ---- |
| 第49話 | 【日常篇】只說真話的世界          | 101話           | 2019年1月14日 |      |
| 第50話 | 【魔王篇】參謀與侍衛（中）        | 207話第2/4段    | 2019年1月15日 |      |
| 第51話 | 【校園篇】謝謝你，再見            | 74話            | 2019年1月16日 |      |
| 第52話 | 【網路篇】才能（上）              | 86話第1/2段     | 2019年1月17日 |      |
| 第53話 | 【機器人篇】會面（上）            | 125話第4/4段    | 2019年1月18日 |      |
| 第54話 | 【機器人篇】會面（中）            | 126話第1/2段    | 2019年1月19日 |      |
| 第55話 | 【日常篇】中國式讓梨/爭寵         | 10話/92話       | 2019年1月21日 |      |
| 第56話 | 【魔王篇】參謀與侍衛（下）        | 207話第3/4段    | 2019年1月22日 |      |
| 第57話 | 【校園篇】愚人節/傲嬌             | 22話、23話/17話 | 2019年1月23日 |      |
| 第58話 | 【網路篇】才能（下）              | 86話第2/2段     | 2019年1月24日 |      |
| 第59話 | 【機器人篇】會面（下）            | 126話第2/2段    | 2019年1月25日 |      |
| 第60話 | 【機器人篇】貓咖啡（上）          | 138話第1/2段    | 2019年1月26日 |      |
| 第61話 | 【日常篇】民意/Wifi密碼           | 43話/161話      | 2019年1月28日 |      |
| 第62話 | 【魔王篇】魔王城的生活（上）      | 207話第4/4段    | 2019年1月29日 |      |
| 第63話 | 【校園篇】苦衷/行為與期待/忘了    | 90話/103話/5話  | 2019年1月30日 |      |
| 第64話 | 【網路篇】我讚過的世界/愚蠢的動物 | 13話/54話       | 2019年1月31日 |      |
| 第65話 | 【機器人篇】貓咖啡（下）          | 138話第2/2段    | 2019年2月1日  |      |
| 第66話 | 【機器人篇】遊戲直播（上）        | 145話第1/2段    | 2019年2月2日  |      |
| 第67話 | 【日常篇】易碎品                  | 136話           | 2019年2月4日  |      |
| 第68話 | 【魔王篇】魔王城的生活（上）      | 213話           | 2019年2月5日  |      |
| 第69話 | 【校園篇】登山者                  | 208話           | 2019年2月6日  |      |
| 第70話 | 【網路篇】關於希望的對話          | 233話           | 2019年2月7日  |      |
| 第71話 | 【機器人篇】遊戲直播（下）        | 145話第2/2段    | 2019年2月8日  |      |
| 第72話 | 【機器人篇】模擬人格              | 149話           | 2019年2月9日  |      |

## 相關商品
單行本：今天也想表白你
第1本 ISBN 978 7550034143
第2本 ISBN 978 7550029408
第3本 ISBN 978 7550033627

## 外部連結
- 小綠和小藍在線漫畫 （页面存档备份，存于）（简体中文）
- 小綠和小藍動畫的新浪微博 （页面存档备份，存于）（简体中文）